# Eucera speculifer
Eucera speculifer är en biart som beskrevs av Pérez 1911. Eucera speculifer ingår i släktet långhornsbin, och familjen långtungebin. Inga underarter finns listade i Catalogue of Life.